# Casinò (biliardo)

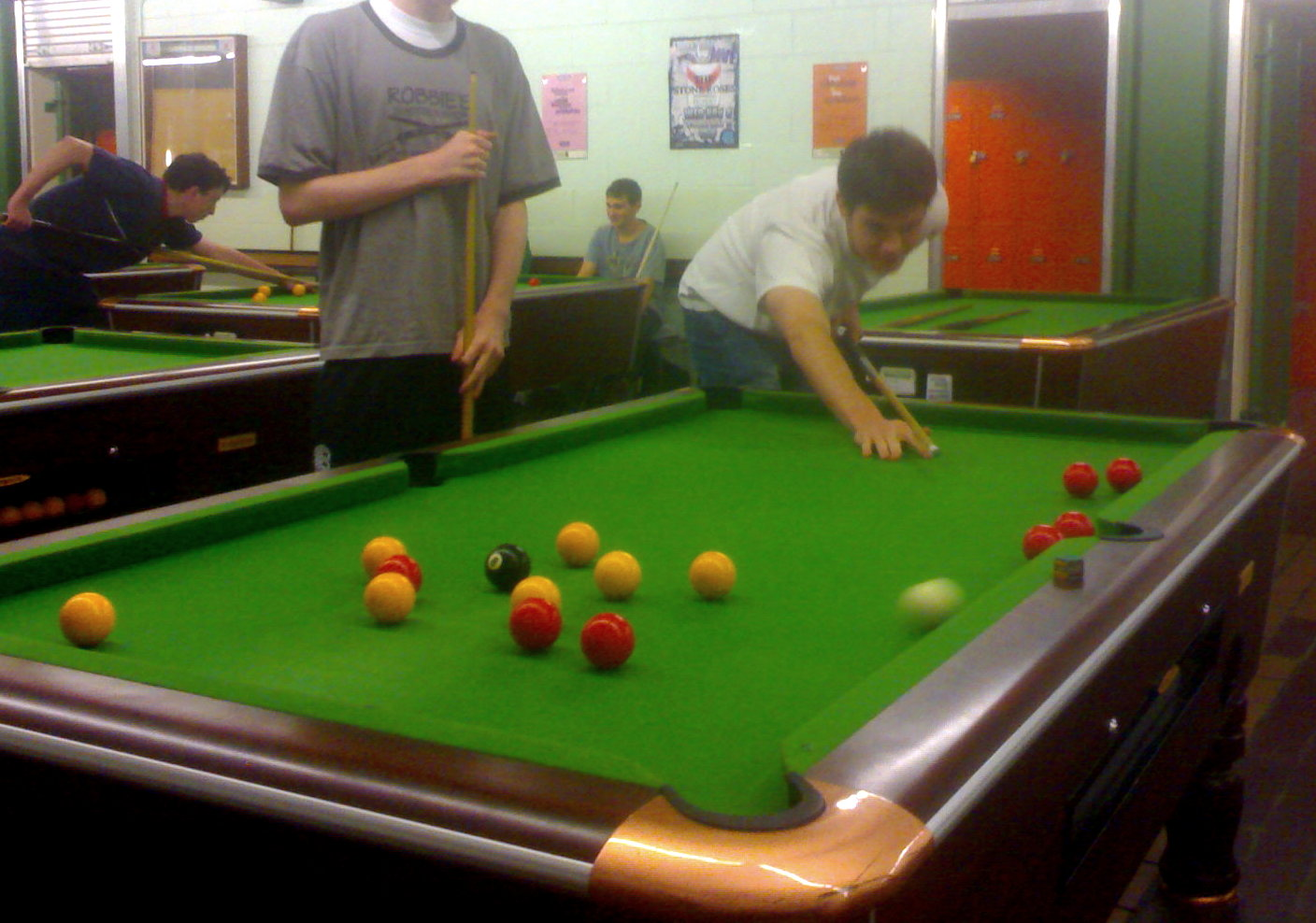
Tavolo da "Casinò"

Disposizione delle bilie

Il casinò (conosciuto anche come pool inglese) è un gioco di biliardo originario del Regno Unito, praticabile sul tavolo da pool (biliardo americano).

## Il gioco
Si gioca su un tavolo a buche larghe con 16 bilie di cui solitamente sette gialle, sette rosse, una nera e una bianca; a differenza delle bilie usate per le specialità di biliardo americano, le bilie di questa specialità non sono numerate.
Questa specialità ha praticamente lo stesso regolamento di punteggio e di penalità della specialità palla 8: si dispongono le bilie a triangolo e dopo il break (apertura) bisogna imbucare le proprie bilie (o rosse o gialle) e infine la bilia nera (realizzando un punto per ogni bilia imbucata). 
Si incorre ad una penalità nelle seguenti situazioni:
- se non si colpisce nessuna bilia (l'avversario prende "palla a mano");
- se non si stecca la bilia bianca in modo corretto (l'avversario prende "palla a mano");
- se si colpisce una bilia avversaria (l'avversario prende "palla a mano");
- se si colpisce la bilia nera senza aver prima imbucato tutte le proprie bilie (l'avversario prende "palla a mano");
- se si imbuca la bilia bianca (l'avversario prende "palla a mano", ogni eventuale bilia imbucata viene rimessa nella posizione originale);
- se dopo aver regolarmente colpito una propria bilia si imbuca una bilia avversaria (la bilia imbucata viene conteggiata);
- se si imbuca la bilia nera senza aver prima imbucato tutte le proprie bilie (l'avversario vince la partita);[già scritto, ma senza "l'avversario vince la partita"]
- se si commettono tre falli consecutivi (l'avversario vince la partita).